# Sebastián Fernández
Sebastián Bruno Fernández Miglierina (ur. 23 maja 1985 w Montevideo) – urugwajski piłkarz występujący najczęściej na pozycji środkowego napastnika. Obecnie gra w Rayo Vallecano. Posiada także obywatelstwo hiszpańskie.

## Kariera klubowa
Fernández zaczynał swoją profesjonalną karierę w pierwszoligowym Miramar Misiones, skąd w 2007 roku przeniósł się do Defensoru Sporting. Był ważnym członkiem drużyny podczas sezonu Apertura 2007, kiedy zdobyła ona tytuł mistrzowski i Puchar Urugwaju rok później. W 2008 roku został wypożyczony na czas trwania Apertury 2008 i Clausury 2009 do argentyńskiego Banfield, gdzie zaprezentował się na tyle dobrze, że drużyna ta postanowiła wykupić go na stałe za sumę wynoszącą nieco ponad milion euro. Latem 2010 zasilił hiszpańską Málagę, która wyłożyła za niego 3,6 miliona euro.

### Statystyki klubowe
| Klub              | Sezon     | Rozgrywki                     | Mecze | Gole |
| ----------------- | --------- | ----------------------------- | ----- | ---- |
| Miramar Misiones  | 2004      | Primera División de Uruguay   | 14    | 6    |
| Miramar Misiones  | 2005      | Primera División de Uruguay   | 46    | 9    |
| Miramar Misiones  | 2005/2006 | Primera División de Uruguay   | 0     | 0    |
| Miramar Misiones  | 2006/2007 | Primera División de Uruguay   | 15    | 6    |
| Defensor Sporting | 2006/2007 | Primera División de Uruguay   | 9     | 3    |
| Defensor Sporting | 2007/2008 | Primera División de Uruguay   | 23    | 12   |
| Banfield          | 2008/2009 | Primera División de Argentina | 33    | 6    |
| Banfield          | 2009/2010 | Primera División de Argentina | 28    | 6    |
| Banfield          | 2010/2011 | Primera División de España    | 0     | 0    |
| Málaga CF         | 2010/2011 | Primera División              | 30    | 7    |
| Málaga CF         | 2011/2012 | Primera División              | 32    | 5    |
| Málaga CF         | 2012/2013 | Primera División              | 17    | 0    |
| Málaga CF         | 2013/2014 | Primera División              | 2     | 0    |
| Rayo Vallecano    | 2013/2014 | Primera División              | 9     | 1    |

Ostatnia aktualizacja: 18 maja 2014 r.

## Kariera reprezentacyjna
Fernández swój pierwszy mecz w dorosłej reprezentacji Urugwaju rozegrał 24 maja 2006 w towarzyskim spotkaniu z Rumunią. Znalazł się też w szerokiej kadrze Urugwaju na Mundial 2010.

### Statystyki reprezentacyjne
| Reprezentacja | Rok  | Mecze | Gole |
| ------------- | ---- | ----- | ---- |
| Urugwaj       | 2010 | 1     | 0    |
| Urugwaj       | 2009 | 2     | 0    |
| Urugwaj       | 2008 | 2     | 0    |
| Urugwaj       | 2007 | 0     | 0    |
| Urugwaj       | 2006 | 1     | 0    |

Ostatnia aktualizacja: 26 maja 2010.